# Максимцев, Константин Иванович
Максимцев Константин Иванович (Максимцов, бел. Максімцаў Канстанцін Іванавіч, 20 сентября 1919, г. Гомель — 25 июня 2004) — белорусский художник.

## Краткая биография
Константин Иванович Максимцев родился 20 сентября 1919 года в белорусском городе Гомеле. Учился в 1930—1936 годы в Гомельской студии изобразительного искусства, а затем в 1937—1939 годах Витебском художественном училище. Его учителями были Лев Лейтман и Иван Ахремчик. С 1945 года участник художественных выставок. Участник Великой Отечественной войны. С 1946 года член Белорусского союза художников (БСХ). Был уполномоченным БСХ по Барановичской области (1945—1952). Награждён медалью БСХ «За заслуги в изобразительном искусстве». В послевоенные годы проживал в белорусском городе Барановичи Брестской области. Умер в 2004 году.
Несколько лет назад на углу дома № 16 по улице Царюка в Барановичах, где располагалась мастерская художника, была установлена мемориальная доска с надписью на белорусском языке: «У гэтым будынку, у мастацкай майстэрні з 1960 па 2004 год працаваў Максімцаў Канстанцін Іванавіч (1919—2004), знакаміты мастак, член Саюза Мастакоў СССР і БССР».

Дом в городе Барановичи, где была расположена творческая мастерская Максимцева
Мемориальная доска на том же доме

## Творчество художника
Работал в станковой живописи в жанрах пейзажа, картины, натюрморта, портрета. Наиболее известными произведениями являются полотна «На Слонимской земле» (1950 г.), «Август» (1950 г.), «Октябрь» (1958 г.), «Колхозная посевная машина», «Зима. Покрыто снегом», «Цветущий май», «Ветряный день», «Осенняя мелодия», «Торфяная залежь», «Нападение на границу», «Склад», «Строительство промышленного комплекса по переработке калия» (1960 г.), «Пионеры Солигорска», «Сентябрь. Солнцестояние», «Апрель наступил». Работы находятся в Национальном художественном музее Беларуси, в фондах Белорусского союза художников, в Брестском краеведческом музее и в Могилёвском областном художественном музее имени П. Масленикова, в частных коллекциях ряда зарубежных стран.